# Tú tienes dos vacas

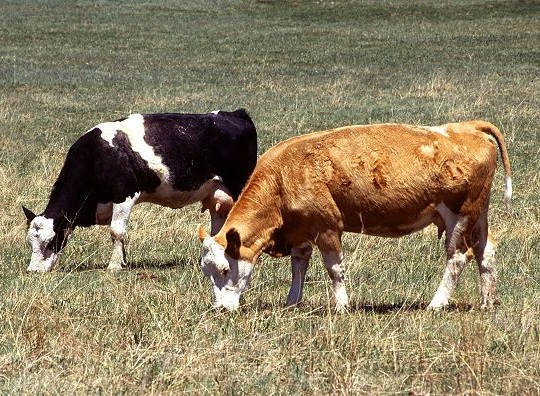
Dos vacas pastoreando.

Imagina que tienes dos vacas es la frase inicial para una serie de analogías, bromas y chistes satíricos sobre política, que intentan definir a diferentes corrientes y sistemas políticos o económicos ideales. Fuera de su uso satírico, es usado para explicar los diferentes modelos económicos de forma clara y metafórica.

## Trasfondo
Las bromas que comienzan con la sentencia "Tú tienes dos vacas" se originaron como una parodia de los ejemplos típicos usados en cursos introductorios en materia de Economía; estos son protagonizados por lo regular por un granjero en una hipotética sociedad sin dinero, en la que debe usar sus recursos para negociar con sus vecinos. Un claro ejemplo de esto es: "Tú tienes dos vacas y quieres pollos; lo que haces es buscar a un granjero que ofrezca pollos a cambio de vacas". Estos ejemplos tratan de demostrar las deficiencias del sistema de trueque.
Las parodias con dos vacas, por otro lado, colocan al granjero (o al propietario de las vacas) en una economía donde las vacas son usadas para su uso en metáforas y representar a las divisa y propiedad económica. La intención de esas bromas es señalar los errores y abusos en dichos sistemas, aunque bromas de tintes no-políticos han surgido a partir de ellas (véase más abajo).

## Ejemplos iniciales
- Feudalismo: Tú tienes dos vacas, una la ordeñas y otra se la das al señor feudal, quién a su vez le dará media vaca su señor, y este una pierna al rey. A cambio, si atacan tú ganado, los señores dejan que lo metas en su corral. Existe una variante bizantina en la que las vacas discutirán teológicamente por 10 años sobre la identidad de El Romas
- Socialismo: Tú tienes dos vacas. El gobierno te quita una y se la da a tu vecino. Pero si tu vecino tiene dos toros, el gobierno le quita una y te la da a ti y puedes aumentar tu población de vacas. Y claro, si la vaca no tiene interés en el toro, estas destinado a mantener a la vaca, al toro y por sobre todo al gobierno. Ejemplo Cuba
- Comunismo: Tú tienes dos vacas. El gobierno se lleva ambas y te da únicamente la cantidad de leche que necesites. Las vacas son transportadas al El Burgo de Osma, son sacrificadas con ánimo de lucro y su sangre se utilizará para morcillas.
- Capitalismo: Tú tienes dos vacas. Vendes una y compras un toro.
- Fascismo: Tú tienes dos vacas. El gobierno se lleva ambas y te vende leche de Casposo
- Nazismo: Tú tienes dos vacas. El gobierno te las quita , te fusila y vende la leche a capitalistas.

## Ejemplos hechos posteriormente
- Demócrata cristiano:  Tú tienes dos vacas. Te quedas con una y le das la otra a tu vecino.
- Autoritarista: Tú tienes dos vacas. El gobierno se lleva ambas y te vende la leche. Tú te unes a los contrarios y comienzan una campaña de sabotaje.
- Burocracia estilo americano: Tú tienes dos vacas. El gobierno se lleva ambas, mata a una, ordeña la otra, te paga a ti por la leche, y luego tira la leche a la basura.
- Corporación francesa: Tú tienes dos vacas. Decides hacer huelga ya que tú quieres tener tres vacas.
- Corporación argentina: Tú tienes dos vacas. Pides un préstamo para comprar una vaca y decides hacer huelga para no tener que pagarlo.
- Corporación japonesa: Tú tienes dos vacas. Las rediseñas para que tengan un tamaño de un décimo del de una vaca común y produzcan veinte veces más leche. Luego inventas pequeñas figuras que llamas Vacamón y las vendes en todo el mundo.
- Corporación alemana: Tú tienes dos vacas. Les haces reingeniería de forma tal que vivan 100 años, coman una vez al mes y se ordeñen a sí mismas.
- Corporación rusa: Tú tienes dos vacas. Las cuentas y te das cuentas que tienes 5 vacas. Las cuentas nuevamente y descubres que ahora tienes 45 vacas. Las vuelves a contar y ahora tienes 11 vacas. Dejas de contar las vacas y abres otra botella de vodka.
- Vaquero español: Se bebe la leche, vende una vaca y con el dinero cobrado se compra otra vaca. Repite la operación anualmente. Cuando se muere deja a su hijo en herencia dos vacas. El heredero se bebe la leche, vende una vaca y con el dinero cobrado se compra otra vaca. Repite la operación anualmente. Cuando se muere...